# Glock 19
 (février 2024).
Pour les articles homonymes, voir Glock (homonymie).
Le Glock 19 est un pistolet semi-automatique conçu et fabriqué depuis 1988 par l'entreprise Glock pour les forces militaires et les services de police. C'est l'équivalent du Glock 17, en version compacte.
Il est considéré comme le meilleur pistolet de combat semi-automatique de nos jours[Quand ?], en raison de sa robustesse, de sa fiabilité et de sa simplicité de mise en œuvre.

## Évolution
Tous les modèles G19 vendus à partir de 1998 possèdent une carcasse équipée d'un rail pour accessoires moulé et présentant une poignée anatomique. Il existe de même un modèle à canon équipé d'un compensateur, le G19C, depuis 1996.  En 2010, apparaissait le G19 de quatrième génération (G19 Gen 4) muni d'un dos de crosse interchangeable (3 tailles). Il existe aussi le G19 Gen 3 dans sa version avec poignée RTF2 (Rough Textured Frames seconde génération) composée d'une multitude de picots répartis uniformément, ce qui lui donne une prise en main supérieure aux modèles standards, prisée des tireurs sportifs.

Le Glock 19X ou la synthèse des Glock G17 et G19.

En 2017, Glock produit le Glock 19 de cinquième génération équipé d'un nouveau canon match GMB (Glock Marksman Barrel) à rayures polygonales améliorées. Cette même année apparaissait le Glock 19X doté de la crosse du Glock 17 (alors munie d'une dragonne) et recevant ainsi un chargeur de 17 coups d'origine : la masse du G19X chargé est de 890 g.

## Diffusion
Le Glock 19 est un pistolet très répandu de par le monde, dans diverses Forces armées : 
En Europe :
- Allemagne : BKA et SEK.
- Autriche : Police fédérale dont EKO Cobra.
- Belgique : Depuis 2002, 1939 Glock 19, Glock 17 et Glock 26 arment  la police belge et la Sûreté de l'État.
- Finlande : police et administration pénitentiaire.
- France : Des Glock 19  équipent certains fonctionnaires des douanes, de la police nationale et militaire de la gendarmerie nationale (Brigade de répression du banditisme (BRB), Brigade de recherche et d'intervention (BRI) et le GSPR), et les membres du GIGN, du RAID, des GIPN, des unités de recherche gendarmerie (Section de Recherches) et du groupe de protection de la gendarmerie de l'armement. Les ERIS de l'administration pénitentiaire en sont également dotés. Il arme enfin les gardes du corps du détachement de sécurité de l'état-major de l'armée de l'air lorsque son chef visite les théâtres d'opérations.
- Grèce : police.
- Luxembourg : police.
- Portugal : Guarda Nacional Republicana, Polícia de Segurança Pública et Polícia Maritíma.
- Suède : l'armée suédoise depuis 1990 sous le nom de Pistol 88B.
- Suisse : Polices ou Gendarmeries cantonales de Genève, Fribourg, Vaud, Neuchâtel, Jura et Valais (dès la fin 2011)[2].
- République tchèque : police militaire
- Vatican

En Afrique :
- Algérie
- Bénin : Police de Cotonou.
- Burundi : Police et gendarmerie burundaise.
- Égypte : la Police égyptienne utilise aussi le Glock 17.
- Tunisie : Douane tunisienne et Forces armées.

En Asie :
- Brunei : Narcotic Control Bureau
- Hong Kong : La HKP utilise aussi le Glock 17.
- Inde : la Police indienne utilise aussi les Glock 17 et Glock 26.
- Jordanie
- Macao
- Malaisie
- Philippines
- Singapour
- Taïwan

Aux Amériques :
- Brésil : La Police brésilienne utilise des Glock G19 mais aussi des G17 et G26.
- Canada/ Québec : Les policiers de la Sûreté du Québec, emploient  aussi les Glock 17 et Glock 26 comme arme de service. Les agents du SPVM (police montréalaise) utilisent le G19[3].
- États-Unis : NYPD / NCIS (3 PA en calibre 9 mm IMI pour ses agents basés en Italie) / United States Indian Police (de même que les Glock 17 et Glock 22).
- Venezuela : polices locales

## Dans la culture populaire
Depuis son apparition dans les rangs du NYPD, le Glock 19 a été vu dans de nombreuses séries télévisées dont Castle (arme de service de la Lieutenante Kate Beckett) ou Blue Bloods  (armant la Détective Jackie Curatola interprétée par Jennifer Esposito), et dans des films policiers tels que La Loi et l'Ordre (arme de service des détectives Turk et Rooster joués par Robert De Niro et Al Pacino). Les gamers peuvent aussi l'utiliser dans Soldier of Fortune: Payback entre autres jeux vidéo.
Enfin le Glock 19X est visible au poing de John  Wick (alias Keanu Reeves) dans John Wick Parabellum.

### Sources
Cette notice est issue de la lecture des revues spécialisées et monographies de langue française suivantes :
- Cibles (Fr)
- AMI/ArMI/Fire (Be)
- Gazette des armes (Fr)
- Action Guns (Fr)
- Raids (Fr)
- R. Caranta, Pistolets et Revolvers d'aujourd'hui, Crépin-Leblond, 5 tomes, 1998-2009.
- R. Caranta, Glock. Un monde technologique nouveau, Crépin-Leblond, 2005.